# エルデネト鉱業
エルデネト鉱業会社 (モンゴル語: Эрдэнэт үйлдвэр, 英語: Erdenet Mining Corporation)は、モンゴル国の鉱山業を営む企業。
1978年にソビエト連邦政府とモンゴル政府の合弁で設立

されたモンゴル国最大の企業である。創設当時からソ連とその継承国のロシア連邦から出資を受けていたが、2017年に2014年クリミア危機による欧米の対露制裁の影響で海外資産を減らしているロシアの株式売却に対してモンゴル議会はこれを不正な取引と看做してエルデネト鉱業の完全国有化を決定した。

## エルデネト鉱山
モンゴル国北部エルデネトにあるエルデネト鉱山（エルデネット鉱山とも）は、東アジア最大の銅鉱山

とされ、年間2223万トンの鉱石が採掘され、12万6700トンの銅と1954トンのモリブデンが精製される。
この鉱山だけでGDPの13.5%、国税収入の7%がまかなわれる。

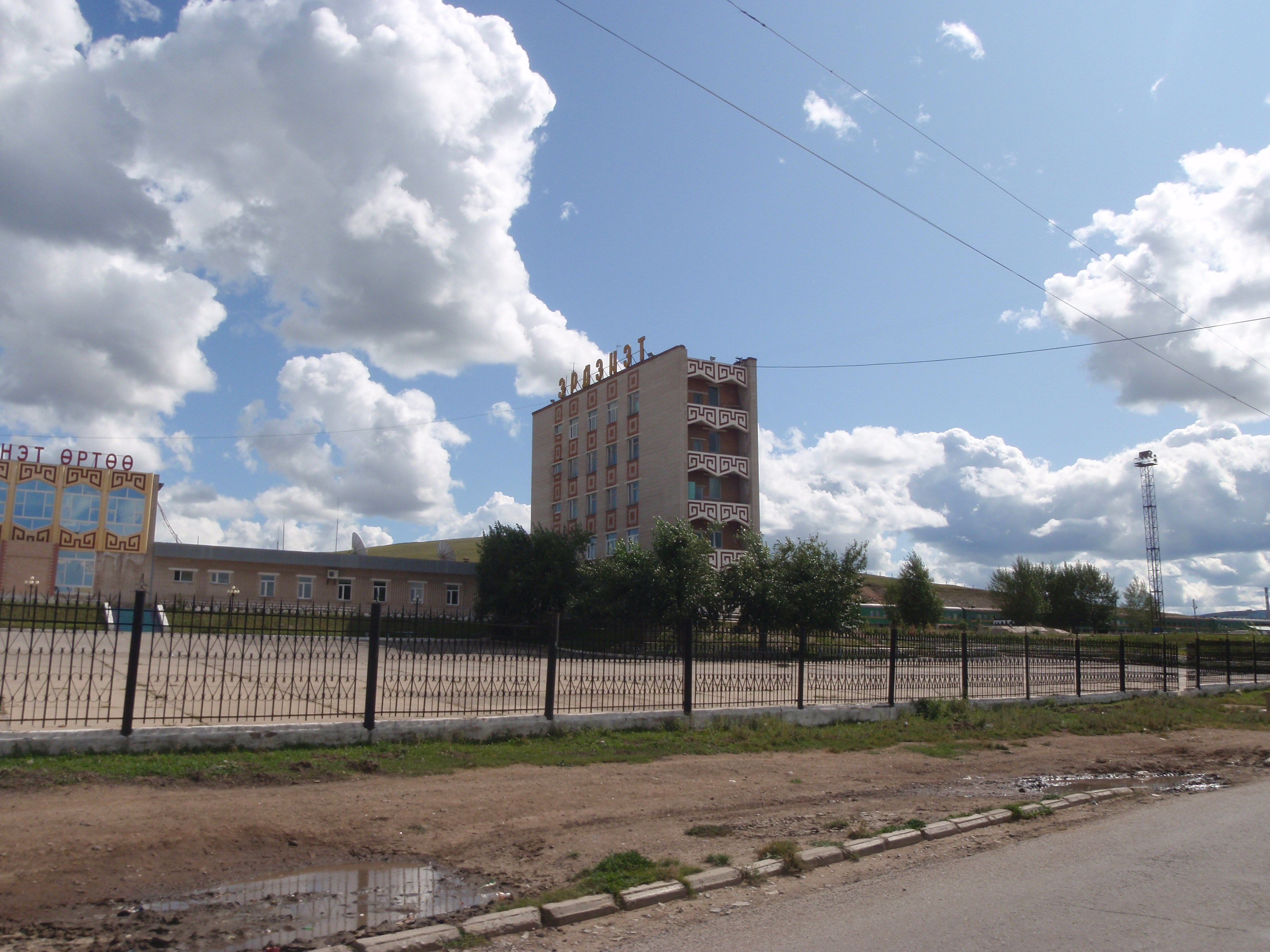
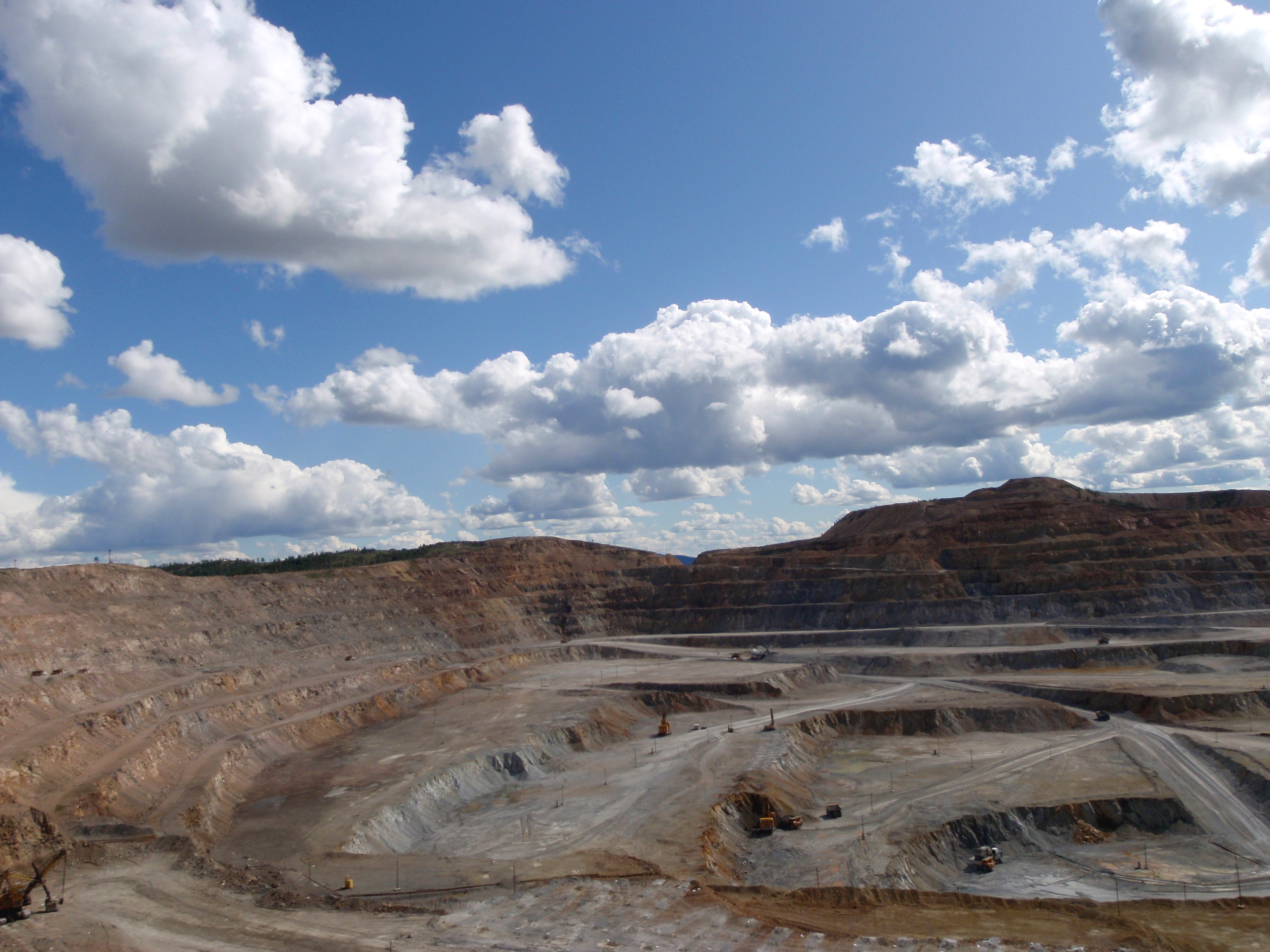
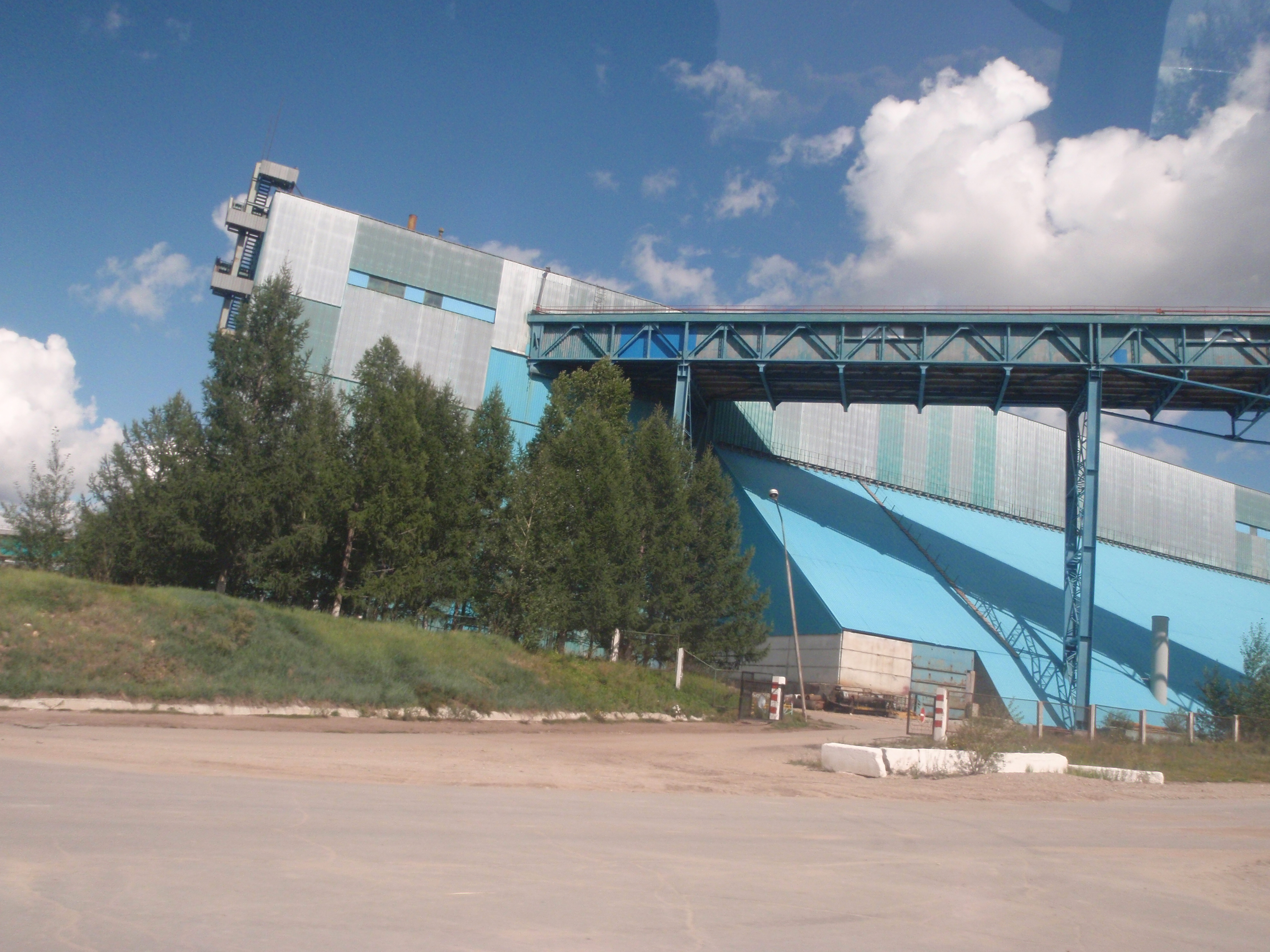
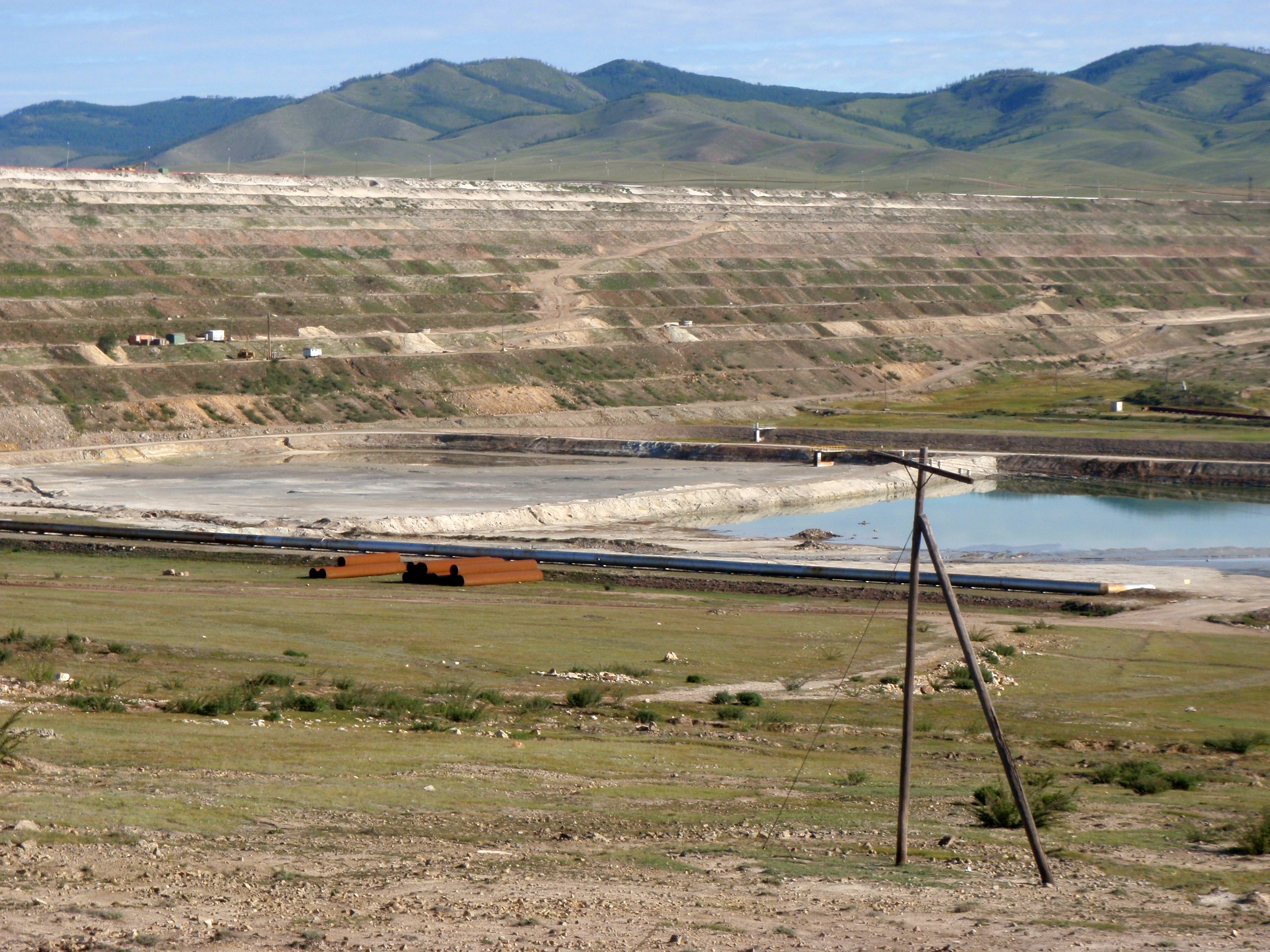